# Chessington
Chessington is een wijk in het Londense bestuurlijke gebied Kingston, in de regio Groot-Londen.
Chessington is bekend om de dierentuin en het attractiepark Chessington World of Adventures.

## Geboren
- Paul Darrow (1941), acteur en auteur